# Amaurospiza
Amaurospiza – rodzaj ptaków z rodziny kardynałów (Cardinalidae).

## Zasięg występowania
Rodzaj obejmuje gatunki występujące w Ameryce Łacińskiej.

## Morfologia
Długość ciała 11,5–12,5 cm; masa ciała 12–15 g.

## Systematyka

### Etymologia
- Amaurospiza: gr. αμαυρος amauros „ciemny”; σπιζα spiza „zięba”, identyfikowany przez większość autorów jako zięba zwyczajna, od σπιζω spizō „ćwierkać”[6].
- Amaurospizopsis: rodzaj Amaurospiza Cabanis, 1861; gr. οψις opsis „wygląd”[7]. Gatunek typowy: Amaurospizopsis relictus Griscom, 1934[a].

### Podział systematyczny
Takson przeniesiony na podstawie danych genetycznych z tanagrowatych (Thraupidae). Do rodzaju należą następujące gatunki:
- Amaurospiza concolor Cabanis, 1861 – indygówka jasna
- Amaurospiza aequatorialis Sharpe, 1888 – indygówka ekwadorska
- Amaurospiza carrizalensis Lentino & Restall, 2003 – indygówka wenezuelska
- Amaurospiza moesta (Hartlaub, 1853) – indygówka ciemna